# Kovács Pál Rupert
Kovács Pál Rupert (Szécsény, 1742. január 17. – Komáromfüss, 1803. február 28.) teológiai doktor, Szent Benedek-rendi áldozópap.

## Élete
Miután középiskolai tanulmányait elvégezte, a pannonhalmi Szent Benedek-rendbe lépett. 1763. december 21-én ünnepélyes fogadalmat tett és 1770. május 20-án miséspappá szenteltetett föl. Pannonhalmán egy évig, azután 1776-tól 1783-ig, a rend feloszlatásáig Győrött kánonjogot tanított. 1786 és 1789 között Tényőn volt lelkész. 1802-ben a rend visszaállításakor a rend jószágának kormányzója lett Füssön.

## Munkája
- Kovács Pálnak magyar példa- és közmondásai. Győr, 1794

Kéziratban: a kanonjog magyarul.